# トレント・アレクサンダー＝アーノルド
トレント・ジョン・アレクサンダー＝アーノルド（英語: Trent John Alexander-Arnold, 1998年10月7日 - ）は、イングランド・リヴァプール出身のサッカー選手。ラ・リーガ・レアル・マドリード所属。イングランド代表。ポジションはDF。
アメリカ合衆国からの移民。2018-19シーズンにプレミアリーグで記録した12アシストが、DFの1シーズン中の最多記録としてギネス世界記録に認定された。

## クラブ経歴

### リヴァプール

#### 2016-17シーズン
6歳からリヴァプールFCのユースチームに所属。2016年10月26日、フットボールリーグカップのトッテナム・ホットスパーFC戦でトップデビューを飾った。2017年7月リヴァプールと長期契約を締結。

#### 2017-18シーズン
2017年8月16日、UEFAチャンピオンズリーグのプレーオフのTSG1899ホッフェンハイム戦で直接フリーキックという形でプロ初得点を決め、12月26日のスウォンジー戦では先発出場し、プレミアリーグ初ゴールを決めた。チャンピオンズリーグ決勝トーナメント準々決勝、マンチェスター・シティ戦1stレグでは先発出場、スカイスポーツ選出のMVPに選ばれるなど勝利に貢献した。チャンピオンズリーグ決勝で先発出場、レアル・マドリードに1-3で敗れたが、決勝での最年少先発出場者となった。この年リヴァプールのシーズン最優秀若手選手に選ばれ、プレミアリーグシーズン最優秀選手賞にもノミネートされた。

#### 2018-19シーズン
2019年2月27日、ワトフォードFC戦でサディオ・マネの2ゴールをクロスで、フィルジル・ファン・ダイクのゴールをFKでアシストし、3アシストを記録、20歳143日での1試合3アシストはプレミアリーグ最年少記録となった。2018-19シーズンのPFA年間ベストイレブンに選出された。また、5月4日のニューカッスル戦で2アシストを記録し、チームメートのアンドリュー・ロバートソンと共にシーズン10アシストを達成したが、プレミアリーグで同一チームのDFが10アシスト以上を挙げたのは初めての記録となった。5月12日のウォルヴァーハンプトン・ワンダラーズとの最終節ではマネの2ゴールをアシストしてシーズンの通算アシストを12とし、プレミアリーグのDFのアシスト記録を更新した。
5月7日のUEFAチャンピオンズリーグの準決勝2ndレグのFCバルセロナ戦では、3-0 (2試合合計3-3) で迎えた後半33分の場面で、セルジ・ロベルトとの競り合いでコーナーキックを獲得。自らコーナーアークにボールを置いた後、キッカーをジェルダン・シャチリに代わる振りを見せ、相手DF陣のプレー陣系が整っていないのに乗じて素早くディヴォック・オリジにクロスを蹴り込み、オリジのこの試合2点目のゴールをアシスト。試合開始前には0-3と敗退濃厚だった状況から合計スコア4-3としたチームの大逆転劇の立役者の1人となり、リヴァプールを2年連続決勝戦進出に導いた。決勝のトッテナム・ホットスパー戦ではゴールを脅かすシュートを放ち、守備でも好プレーを見せリヴァプールの14年ぶりとなるチャンピオンズリーグ優勝に貢献した。

#### 2019-20シーズン

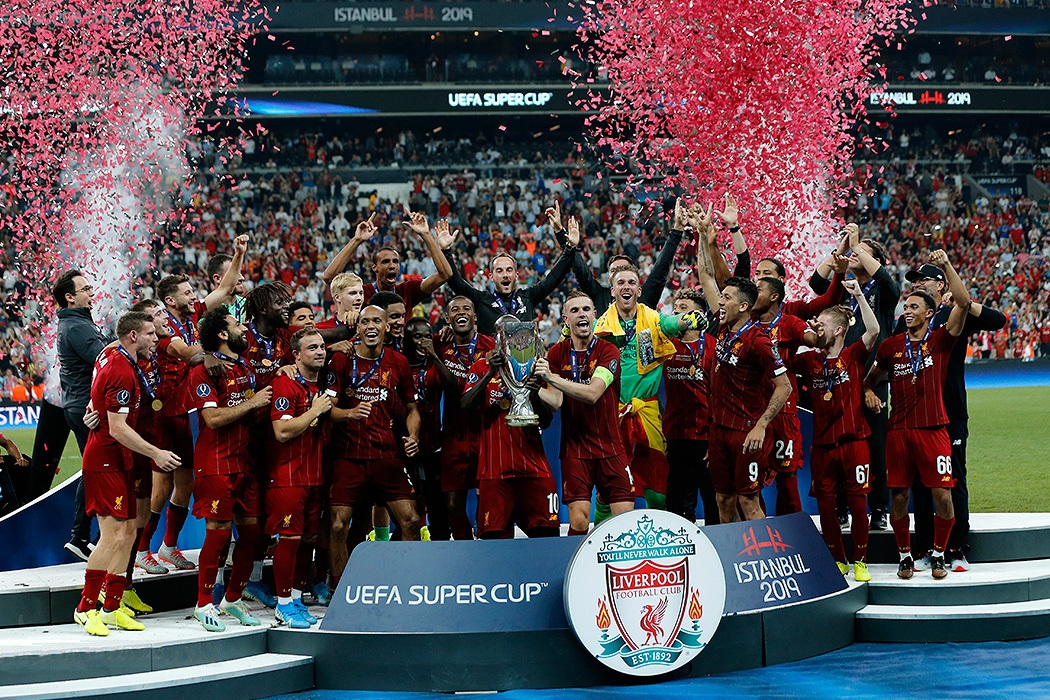
UEFAスーパーカップ優勝時(2019年)

リヴァプールにおいて不動の右サイドバックとしての地位を確立して臨んだ19-20シーズンでは8月に行われたUEFAスーパーカップではチェルシーと対戦。積極的な攻撃参加で勝利に貢献した。そして開幕戦のノリッジ戦でオリジのゴールをアシストした。これによりプレミアリーグ5試合連続アシストを記録した史上8番目の選手(DFとしては初)となった。12月26日、第19節のレスター・シティ戦では1得点2アシストの活躍で勝利に貢献した。これによりプレミアリーグ史上初めて複数年にわたって2桁アシストを記録したディフェンダーとなった。2月25日ウエストハム戦で2アシストを決め、昨シーズン自身が打ち立てたDFとしての最多アシスト記録12に並んだ。7月22日、第37節のチェルシー戦でロベルト・フィルミーノのゴールをアシストし、リーグ戦におけるシーズンの通算アシスト数を13とし、昨シーズン自身が打ち立てたDFとしての最多アシスト記録を更新した。これらの活躍によりチームの約30年振りのリーグ制覇に貢献した。この年アーノルドはPFA年間最優秀若手選手賞、PFA年間ベストイレブンを受賞した。

#### 2020-21シーズン

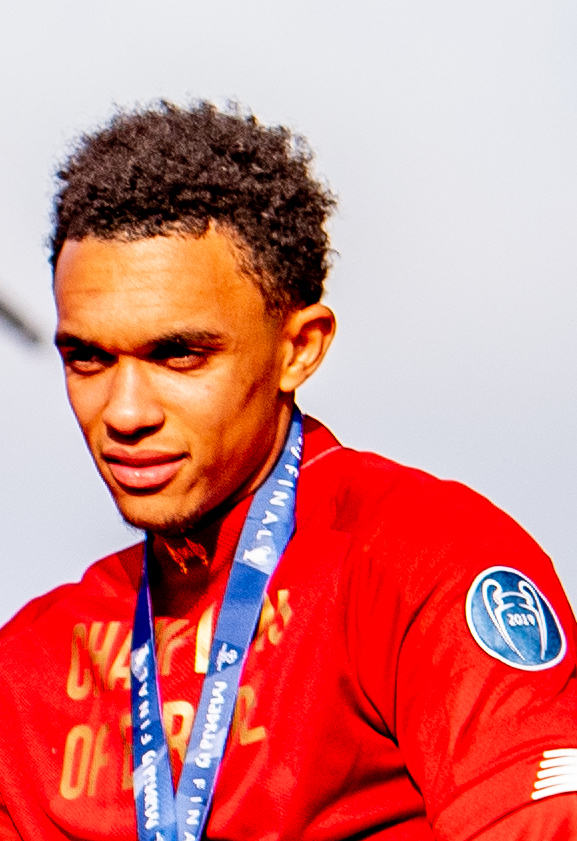
リヴァプールFCでのアレクサンダー＝アーノルド (2019年)

チャンピオンズリーグ、グループステージ最終節のミッティラン戦では、主将のヘンダーソンがベンチスタート、副主将のミルナーなども欠場したことから、チャンピオンズリーグ史上最年少でキャプテンを務めた。

#### 2021-22シーズン
2021年7月30日、アーノルドはリヴァプールと新たに長期契約を結んだ。2022年5月、FAカップ決勝でリヴァプールがチェルシーに勝利した後、彼は、FIFAクラブワールドカップ、UEFAチャンピオンズリーグ、UEFAスーパーカップ、プレミアリーグの6つの主要なトロフィーを獲得した史上最年少の選手となった(23歳と219日)。イングランドのクラブでリーグ、FAカップ、リーグカップを制覇。リーグ戦ではリーグ第2位となる12のアシストを決めた。

#### 2022-23シーズン
第10節のアーセナル戦などのDF面での緩慢な守備を批判されたが、チャンピオンズリーググループステージ3節のレンジャーズFC戦では直接FKからゴールを挙げた。シーズン終盤には右サイドバックでの出場ながらビルドアップの際に中盤でフリーロールのようなポジショニングをするようになり、持ち味の鋭く正確なパスでチームを牽引し、批判を払拭した。

#### 2024-25シーズン
2024年8月17日、アルネ・スロット監督就任初戦となる開幕戦のイプスウィッチ・タウン戦で先発出場。 ニューカッスル・ユナイテッドとの試合では、途中出場から2アシストを記録し、プレミアリーグ史上初の60アシストを記録したディフェンダーとなった。12月29日、ウェストハム・ユナイテッドとのアウェー戦でシーズン初ゴールを記録。2025年4月20日、レスター・シティ戦で71分に交代で出場し、クラブでの公式戦350試合目の出場を果たし、投入直後にゴールを決めた。 リーグ優勝が決定した8日後の2025年5月5日、シーズン終了後にリヴァプールを退団することを発表した。

### レアル・マドリード
2025年5月30日、レアル・マドリードに加入することが発表された。リヴァプールとの契約は6月30日までであったが、6月14日から始まるFIFAクラブワールドカップに参加できるようレアル・マドリードはリヴァプールに1,000万ユーロの違約金を支払った。

## 代表歴
W杯で代表初選出という形でFIFAワールドカップ ロシア大会のイングランド代表に選出され、2018年6月7日のコスタリカ戦でA代表デビュー。ワールドカップではグループリーグ第3戦のベルギー戦で先発出場した。2018年11月16日、ウェンブリー・スタジアムで開催されたアメリカ戦で代表初ゴールを記録した。UEFA EURO 2020に向けての代表メンバーに選出されていたが、大会直前、オーストリアとのフレンドリーマッチでの負傷により、大会への参加を辞退することとなった（代わりにベン・ホワイトが招集）。2022年、FIFAワールドカップカタール大会のメンバーに招集された。EURO2024のメンバーとして招集された。大会直前に行われた親善試合ボスニア・ヘルツェゴビナ戦ではゴールを決め、チームの勝利に貢献した。EURO本戦では、グループステージの初戦と第２戦で先発出場を果たした。いずれの2試合は本来のポジションであるDFではなく、MFとして出場した。準々決勝のスイス戦では、延長後半10分から途中出場を果たした。PK戦までもつれ込んだこの試合では、5人目のキッカーを務め、見事PKを決めたことで、チームの準決勝進出へ貢献した。

## プレースタイル
幅広いパス、精度の高いクロス、爆発的なスピードで知られる彼は、世界最高のサイドバックの1人と見なされている。
サイドから攻撃の起点となり、チームメイトにゴールチャンスを生み出す能力に優れているため、世界でも指折りの攻撃的サイドバックとして広く考えられている。キャリアの初期は、アーリークロスやセットプレー、積極的な攻撃参加からゴールをアシストする役割により、プレミアリーグで瞬く間に頭角を現した。リヴァプールのユースアカデミーではミッドフィールダーとしてプレーしており、彼の正確無比な長短のパスや攻撃参加を好むプレースタイルからもアカデミー時代の影響が色濃く現れている。2017–18シーズン以降、リヴァプールの右サイドバックのポジションのファーストチョイスを守り続けている。2022-23シーズンプレミアリーグ第31節リーズ戦では所謂偽SBとして、主に中盤でプレー。アシストを記録するなど、非常に印象的なプレーを見せて適正を予感させていた。

## 評価
- リオ・ファーディナンドは「右サイドバックの位置から試合を支配した方法は、カフー以来見たことがない。」と賞賛した[34]。
- カフーは「彼は世界最高の選手であり、稀有な才能です。非常に質が高く、ブラジル人のようなプレーをする。将来バロンドールを受賞出来る可能性がある。」と評価している[35]。
- リオネル・メッシは「彼はサッカー界の未来であり、どこまでも前進する印象的なサイドバックだ」と述べた[要出典]。
- ゲイリー・ネビルは「彼は私が今まで見た中で最高の右サイドバックです。彼は右サイドのデビッド・ベッカムとケビン・デ・ブライネです」と評価している[要出典]。

## エピソード
- 熱心なチェスプレーヤーでもあり、幼い頃に父親からチェスを紹介された。2018 年には、世界チャンピオンのマグナス・カールセンとの招待試合を行った。スポーツを促進するためのキャンペーンの一環として行われたこの試合は、17回の終わりに、アーノルドは敗北。アーノルドは後に、チェスが単なる娯楽以上のものであり、サッカーのキャリアにおいて「2、3手先を考えるようにすることを教えてくれた」と説明した[要出典]。
- 猫が苦手で、同僚のサラーの自宅を訪れた際に猫が近くに飛び乗ってきた時には、叫び声をあげながらサラーに助けてを求めた[4]

## 個人成績

### クラブ
2022-23シーズン終了時点
| クラブ             | シーズン     | リーグ         | リーグ戦 | リーグ戦 | FAカップ | FAカップ | EFLカップ | EFLカップ | 国際大会 | 国際大会 | その他 | その他 | 合計 | 合計 |
| クラブ             | シーズン     | リーグ         | 出場     | 得点     | 出場     | 得点     | 出場      | 得点      | 出場     | 得点     | 出場   | 得点   | 出場 | 得点 |
| ------------------ | ------------ | -------------- | -------- | -------- | -------- | -------- | --------- | --------- | -------- | -------- | ------ | ------ | ---- | ---- |
| リヴァプール       | 2016-17      | プレミアリーグ | 7        | 0        | 2        | 0        | 3         | 0         | -        | -        | 0      | 0      | 12   | 0    |
| リヴァプール       | 2017-18      | プレミアリーグ | 19       | 1        | 2        | 0        | 0         | 0         | 12       | 2        | 0      | 0      | 33   | 3    |
| リヴァプール       | 2018-19      | プレミアリーグ | 29       | 1        | 0        | 0        | 0         | 0         | 11       | 0        | 0      | 0      | 40   | 1    |
| リヴァプール       | 2019-20      | プレミアリーグ | 38       | 4        | 0        | 0        | 0         | 0         | 7        | 0        | 4      | 0      | 49   | 4    |
| リヴァプール       | 2020-21      | プレミアリーグ | 36       | 2        | 1        | 0        | 0         | 0         | 8        | 0        | 0      | 0      | 45   | 2    |
| リヴァプール       | 2021-22      | プレミアリーグ | 32       | 2        | 3        | 0        | 3         | 0         | 9        | 0        | 0      | 0      | 47   | 2    |
| リヴァプール       | 2022-23      | プレミアリーグ | 37       | 2        | 2        | 0        | 0         | 0         | 7        | 1        | 1      | 1      | 47   | 4    |
| リヴァプール       | 2023-24      | プレミアリーグ | 28       | 3        | 2        | 0        | 2         | 0         | 5        | 0        | 0      | 0      | 37   | 3    |
| リヴァプール       | 2024-25      | プレミアリーグ | 33       | 3        | 1        | 1        | 2         | 0         | 8        | 0        | 0      | 0      | 44   | 4    |
| リヴァプール       | 通算         | 通算           | 259      | 18       | 13       | 1        | 10        | 0         | 67       | 3        | 5      | 1      | 354  | 23   |
| レアル・マドリード | 2024-25      | プリメーラ     | 0        | 0        | 0        | 0        | 0         | 0         | 0        | 0        | 5      | 0      | 5    | 0    |
| レアル・マドリード | 通算         | 通算           | 0        | 0        | 0        | 0        | 0         | 0         | 0        | 0        | 5      | 0      | 5    | 0    |
| キャリア通算       | キャリア通算 | キャリア通算   | 259      | 18       | 13       | 1        | 10        | 0         | 67       | 3        | 10     | 1      | 359  | 23   |

### 代表
出場大会
- U-17イングランド代表
  - 2015年 - UEFA U-17欧州選手権
  - 2015年 - FIFA U-17ワールドカップ
- U-19イングランド代表
  - 2017年 - UEFA U-19欧州選手権
- イングランド代表
  - 2018年 - 2018 FIFAワールドカップ（4位）
  - 2018年 - UEFAネーションズリーグ2018-19
  - 2022年 - 2022 FIFAワールドカップ（ベスト8）

試合数
2025年8月18日現在
- 国際Aマッチ 34試合 4得点（2018年- ）[36]

| イングランド代表 | 国際Aマッチ | 国際Aマッチ |
| 年               | 出場        | 得点        |
| ---------------- | ----------- | ----------- |
| 2018             | 5           | 1           |
| 2019             | 4           | 0           |
| 2020             | 3           | 0           |
| 2021             | 4           | 0           |
| 2022             | 2           | 0           |
| 2023             | 5           | 1           |
| 2024             | 10          | 2           |
| 2025             | 1           | 0           |
| 通算             | 34          | 4           |

得点
| #  | 開催日         | 開催地                             | 対戦国         | スコア | 結果 | 大会               |
| -- | -------------- | ---------------------------------- | -------------- | ------ | ---- | ------------------ |
| 1. | 2018年11月15日 | ロンドン、ウェンブリー・スタジアム | アメリカ合衆国 | 2–0    | 3–0  | 親善試合           |
| 2. | 2023年6月16日  | タカリ、タカリ国立競技場           | マルタ         | 2–0    | 4–0  | UEFA EURO 2024予選 |

## タイトル

### クラブ
リヴァプールFC
- UEFAチャンピオンズリーグ : 2018-19
- UEFAスーパーカップ : 2019
- FIFAクラブワールドカップ：2019
- プレミアリーグ : 2019-20, 2024-25
- EFLカップ: : 2021-2022
- FAカップ : 2021-22
- FAコミュニティ・シールド：2022

### 個人
- PFA年間ベストイレブン : 2018-19,2019-2020,2021-2022
- PFA月間最優秀選手賞 2019-20(12月)
- PFA年間最優秀若手選手賞 : 2019-20
- UEFAチャンピオンズリーグ　ベストイレブン : 2018-19, 2021-22